# تپه بی باغلی قشلاق
تپه بی باغلی قشلاق مربوط به دوره نوسنگی - عصر مس است و در شهرستان بیله‌سوار، بخش مرکزی، دهستان کوک تپه، قشلاق بی باغلی واقع شده و این اثر در تاریخ ۱۲ شهریور ۱۳۸۶ با شمارهٔ ثبت ۱۹۴۴۹ به‌عنوان یکی از آثار ملی ایران به ثبت رسیده است.